# Micimackó (regényszereplő)

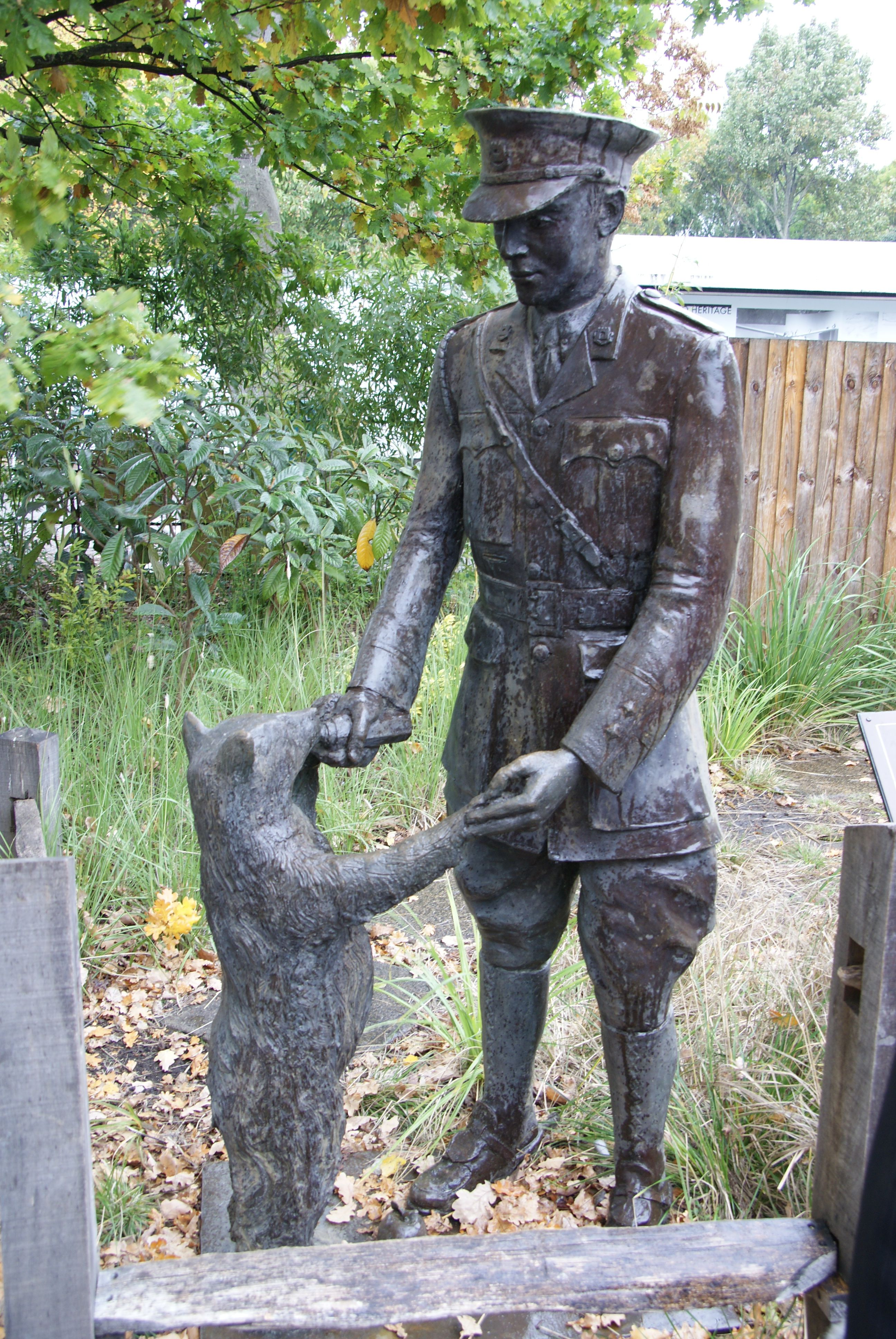
Az "igazi" Micimackó Winnie és Harry Colebourn szobra a londoni állatkertben. Milne és fia, Christopher Robin, a londoni állatkertben rendszeresen látogatták Winnie-t és a kisfiú saját játékmackóját Edward-ot a londoni állatkertben elhelyezett Winnie után nevezte el, aki Harry Colebourn kanadai ezredének kabalája volt

Micimackó mesebeli medve, akit Alan Alexander Milne angol író alkotott meg. A magyarul csak Micimackóként (angolul Winnie-the-Pooh) ismert regény két önálló művet takar: a Micimackót (1926. október 14.) és a Micimackó kuckóját (1928), melyeket Karinthy Frigyes dolgozott át magyarra (1936). Milne két további könyvet is írt gyerekversekkel: Amikor még kicsik voltunk és Hatévesek lettünk, amelyek közt számos vers akad Micimackóról. Mind a négy kötetet E. H. Shepard illusztrálta. A történetek színhelye az angliai Kelet-Sussex megyében lévő Ashdown-erdőn alapul.
Micimackó, aki Medveczky Medve, M. B. (Malacka Barátja), Ny. B. (Nyuszi Barátja), É. S. F. (Északi-sark Felfedezője), F. F. F. (Füles Farkának Felfedezője) és ugyanennek megvigasztalója néven is ismert, egy szerény „csekélyértelmű medvebocs”, aki igen szeret verseket költeni és mézet enni. Legjobb barátja Malacka, aki nem különösebben bátor. A Százholdas Pagonyban élnek sok más szereplővel együtt (lásd alább).

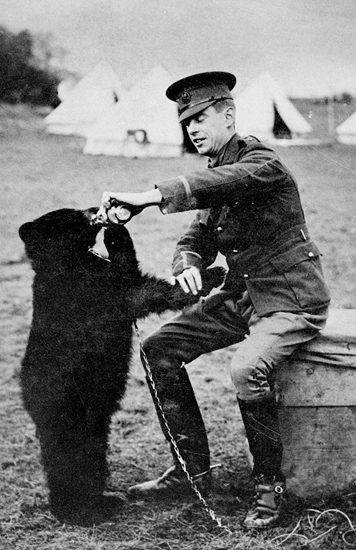
Harry Colebourn és Winnie mackó 1914-ben

Az eredeti Micimackó, Winnie The Pooh, Milne fiának, Christopher Robin Milne-nek egy kitömött medvéjéről kapta a nevét. Ezt a játékmackót pedig Christopher egy igazi, Winnipeg nevű medvéről nevezte el, akit Kanadából hoztak Nagy-Britanniába, és akit Milne gyakran látogatott fiával az állatkertben. Egy Christopher Robin nevű szereplő a Micimackó-történetekben is felbukkant, magyar nevén Róbert Gidaként ismerjük. A medve egyébként onnan kapta a Winnipeg nevet, hogy az első világháborúban részt vevő egyik kanadai zászlóalj, a Királyi Winnipeg Gyalogezred kabalaállataként került Nagy-Britanniába.
A magyar nyersfordítást Karinthy Frigyes testvére, Karinthy Emília készítette, aki több idegen nyelven beszélt anyanyelvi szinten. Karinthy Frigyes ezután formába öntötte és jelentősen át is dolgozta a szöveget, mely 1935-ben jelent meg Magyarországon. A Micimackó nevet az Emília keresztnév becézéséből kölcsönözte a fordító.>
1929-ben Milne eladta a Micimackó kereskedelmi értékesítési jogait Stephen Slesinger amerikai szponzornak. Ez csupán egyike volt a Slesinger keze alatt lévő számos tulajdonjognak, és élete folyamán még csak nem is a legnagyobb (ez bizonyára a Red Ryder képregény lehetett, amit többek közt filmre és rádióra is alkalmazott). Slesinger 1953-ban hunyt el, és özvegye örökölte a jogokat.
1961-ben a Walt Disney Co. vette meg a mesefigurára vonatkozó megfilmesítési és egyéb jogokat, és készített róla egy rajzfilmsorozatot. (Micimackó eredeti neve, a Winnie-the-Pooh Milne eredeti műveiben még kötőjellel szerepelt, a Disney-átdolgozásban viszont már elvesztette a kötőjeleit.) A korai rajzfilmek eredeti történetekre épültek; ez azonban már nem áll az újabb filmekre és tévésorozatokra, amelyeket a Disney készített. A rajzfilmek stílusa hasonlított Shepard rajzaihoz, bár az eredeti vonásokat a klasszikus Micimackóról egy modernebb medve képére formálták. A történetvezetés jellege és a szereplők már kevésbé hasonlítanak Milne eredeti meséire.
1977-ben a Disney kiadta a Micimackó kalandjai című, egész estét kitöltő animációs filmet, melyben egy új szereplő, az Ürge is színre lépett. Ez a film három epizódot mutat be: Micimackó és a méhecskék fája (1966, 25’), Micimackó viharos napja (1968, 24’), Micimackó és a Tigris (1974, 24’). 1983-ban egy negyedik rövidfilm jelent meg, Micimackó és Füles nagy napja címmel. Ma a Micimackó-videofilmek, a mackófigurák és más kereskedelmi cikkek évi 1 milliárd dollár bevételt hoznak a Disney cégnek – ugyanannyit, mint Mickey egér, Minnie egér, Donald kacsa, Goofy és Plútó együttvéve.
A Micimackó kalandjai című filmet 1997-ben a Micimackó visszatér, 2002-ben pedig a Micimackó: Boldog Új Mackóévet! követte.
1991-ben Shirley Slesinger Lasswell, Milne irodalmi ügynökének özvegye, aki a Micimackó jogait örökölte, beperelte a Disney céget, arra hivatkozva, hogy becsapták a mesefigurák értékesítési jogai terén. Bár 66 millió dollárt már begyűjtött, további 200 millió dollárra tart igényt. A peres ügyet végül 13 év után, 2004 márciusában sikerült lezárni, a Disney győzelmével.
Benjamin Hoff könyvei, a Micimackó és a tao és a Malacka és a tao Milne könyvének szereplői révén, közérthető módon mutatnak be keleti filozófiákat, például a taoizmust. Micimackó két tekintélyes szatírában is főszerepet kapott: J. T. Williams Pooh and the Philosophers című művében („Micimackó és a filozófusok”; magyarul: Szukits Kiadó, 2004.), illetve a Was the Winnie-the-Pooh a good Muslim?  („Jó muszlim volt-e Micimackó?” – magyarul nem jelent meg).
A 'Micimackó-Vízipóló' nevű 'sport' (ahogy Karinthy fordította), melyben a versenyzők egy hídról ágakat dobálnak egy patakba, és megvárják, melyiküké ér célba hamarabb, eredetileg Micimackóék játéka volt a mesékben, de átlépett a való világba is. Oxfordshire-ben évről évre megrendezik a Micimackó-vízipólóverseny világbajnokságát.
A Micimackó-történeteket számos nyelvre lefordították; köztük nem utolsósorban Lénárd Sándor latinra, Winnie ille Pu címen, amely először 1958-ban látott napvilágot.

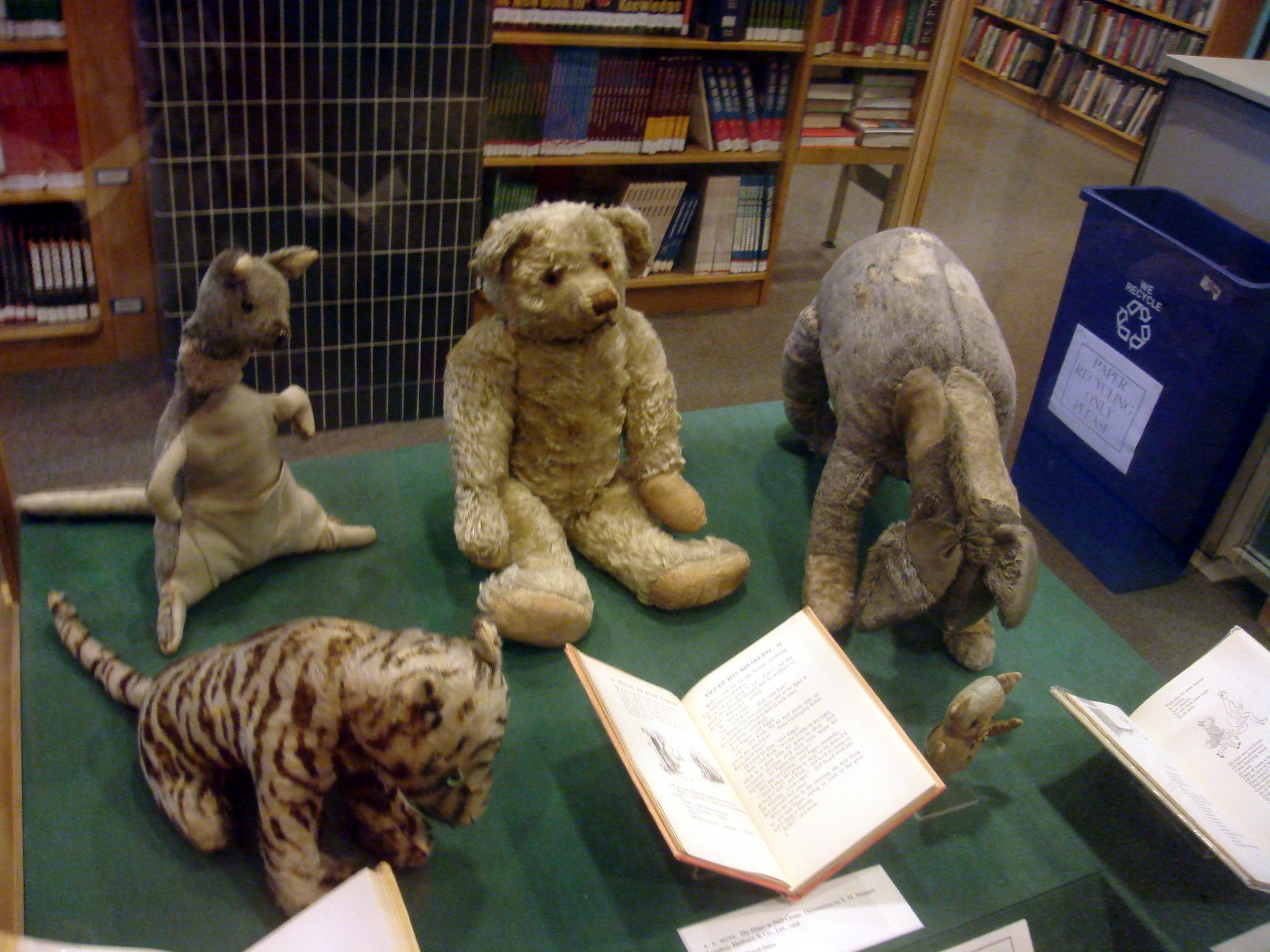
Milne fiának, Christopher Robin Milne-nek az eredeti játékai, középen Micimackó

A Micimackóban az alábbi szereplők fordulnak elő (zárójelben, dőlttel az eredeti angol nevek):
- Róbert Gida (Christopher Robin)
- Malacka (Piglet)
- Bagoly (Owl)
- Nyuszi (Rabbit)
- Füles
- Kanga (Kanga, szójáték az angol kangaroo-ra)
- Zsebibaba (Roo, szójáték az angol kangaroo-ra)
- Tigris (Tigger)
- Füles (Eeyore)
- Ürge (Gofur)
- Menyétek és Elefántok (Karinthy-féle fordításban), Apák és Cukák (az első, egész estés Disney-filmben), illetve Muclik és Vuclik (a későbbi Disney-filmekben) (Heffalumps and Woozles)

## Magyar kiadások
- Micimackó; ford. Karinthy Frigyes, ill. Ernest H. Shepard; Athenaeum, Bp., 1935
- Micimackó kuckója; ford. Karinthy Frigyes, ill. Ernest H. Shepard; Athenaeum, Bp., 1936